# Дебра Уеб
Дебра Уеб (на английски: Debra Webb) е много плодовита американска писателка на произведения в жанра любовен роман, романтичен трилър и криминален роман.

## Биография и творчество
Дебра Уеб е родена през 1958 г. във ферма край Скотсборо, Алабама, САЩ, в скромно семейство. Израствайки във фермата, тя си съчинява различни истории, които започва да записва когато навършва девет години, след като майка ѝ купува стара пишеща машина на разпродажба. След гимназията се омъжва и работи на различни места – като продавачка, сервитьорка и фабрична работничка. След раждането на първото ѝ дете, съпругът ѝ се включва към армията, а тя следва в колеж, където получава бакалавърска степен по бизнес администрация. Съпругът ѝ е назначен в Берлин, а тя работи три години като секретар в офиса на командващия генерал. Семейството се завръща в САЩ през 1985 г. и тя работи пет години като изпълнителен секретар към програмата за совалки на НАСА.
След получава хронично заболяване, през 1995 г. тя решава да се насочи към писателска кариера. В продължение на три години проучва пазара на любовни романи и пише няколко истории преди да бъде приет първият ѝ ръкопис. Първият ѝ комедиен любовни роман Up Close (Отблизо) е издаден през 1999 г., след което създава още няколко любовни романа.
След това се насочва към масовия жанр на романтичния трилър. Първият ѝ роман Safe by His Side (В безопасност до него) от емблематичната ѝ поредица „Агенция „Колби“. Той история за частна агенция за разследване, управлявана от Виктория Колби.
Тя е авторка на над 160 романа, които са издадени в над 4 милиона екземпляра по света. Получава наградата на списание Romantic Times за цялостно творчество за нейните романтични трилъри, като и награда за публикуването на 100-то ѝ произведение.

## Произведения

### Самостоятелни романи
- Up Close (1999)[1][2][3]
- Tempting Trace (1999)
- Here to Stay (2000)
- Home Free (2000)
- Keeping Kennedy (2000)
- Longwalker's Child (2001)
- Dying to Play (2005)
- Person Of Interest (2006)
- Vows of Silence (2006)
- Never Happened (2006)
- Past Sins (2006)
- Staying Alive (2007)
- Out-Foxxed (2007)
- Find Me (2008) – издаден и като Come Find Me
- Everywhere She Turns (2009)
- Anywhere She Runs (2010)
- The Back-Up Plan (2013)
- See Her Die (2013)
- See Him Die (2015)
- What She Doesn't See (2015)
- Marriage Confidential (2017) – с Ригън Блек
- Reluctant Hero (2017) – с Ригън Блек
- Dirty Down Low (2018)
- There Once Was A Child (2018)
- Shadows of the Past (2018)
- When You Come Back (2019)

### Поредица „Агенция „Колби“ (Colby Agency)
1. Safe by His Side (2000)[1][3]
2. The Bodyguard's Baby (2001)
3. Protective Custody (2001)

от поредицата има общо 54 романа в периода 2000 – 2013 г.

#### Поредици в света на Агенция „Колби“
- Colby Agency: Internal Affairs (2004) – 2 романа[3]
- Colby Agency: New Recruits (2006) – 2 романа
- Colby Agency: Family Secrets (2016) – 3 романа, с Регън Блек
- Colby Agency: Sexi-ER (2018) – 3 романа

### Поредица „Девлин и Фалко“ (Devlin & Falco)
1. Trust No One (2020)[1][2]
Не вярвай на никого, изд.: „Артемис Букс“, София (2021), прев. Милена Тодорова
2. Gone Too Far (2021)
3. Can't Go Back (2021)

### Други поредици
- Поредица „Специалистите“ (Specialists) – 3 романа, 2003 г.[1][3]
- Поредица „Изпълнители“ (Enforcers) – 4 романа, 2005 г.
- Поредица „Безшумно оръжие“ (Silent Weapon) – 2 романа, 2005 г.
- Поредица „По-малко“ (Less) – 3 романа, 2007 – 2008 г.
- Поредица „Джаки Мърсър“ (Jackie Mercer) – 2 романа, 2011 – 2014 г.
- Поредица „Лицата на злото“ (Faces of Evil) – 15 романа, 2012 – 2016 г.
- Поредица „Дълбоко до костите“ (Bone Deep) – 2 романа, 2011 – 2014 г.
- Поредица „Опасни защитници“ (Dangerous Protectors) – 2 романа, 2014 – 2015 г., с Регън Блек
- Поредица „Специалисти: Героични съседи“ (Specialists: Heroes Next Door) – 4 романа, 2014 – 2015 г.
- Поредица „Лицата на злото: частни очи“ (Faces of Evil: Private Eyes) – 2 романа, 2016 г.[2]
- Поредица „Сенки на смъртта“ (Shades of Death) – 4 романа, 2016 – 2018 г.
- Поредица „Дъщерята на Гробаря“ (Undertaker's Daughter) – 3 романа, 2018 – 2020 г.
- Поредица „Уинчестър, Тенеси“ (Winchester, Tennessee) – 7 романа, 2019 – 2021 г.
- Поредица „Финли О'Съливан“ (Finley O'Sullivan) – 3 романа, 2022 – 2023 г.
- Поредица „Загадката на планинската наблюдателна станция“ (Lookout Mountain Mystery) – 2 романа, 2023 г.

### Участие в общи серии с други писатели
- Поредица „Строго секретни бебета“ (Top Secret Babies) – 1 роман, 2001 г.[1][3]
- Поредица „Монтана Поверително“ (Montana Confidential') – 1 роман, 2001 г.
- Поредица „Мъже в униформа“ (Men in Uniform) – 1 роман, 2001 г.
- Поредица „Търговски места“ (Trading Places) – 1 роман, 2002 г.
- Поредица „Форестър Скуеър“ (Forrester Square) – 1 роман, 2003 г.
- Поредица „Атина Форс“ (Athena Force) – 1 роман, 2004 г.
- Поредица „Червен код“ (Code Red) – 1 роман, 2005 г.
- Поредица „Затъмнение“ (Eclipse) – 1 роман, 2005 г.
- Поредица „Наскар“ (Nascar) – 3 романа, 2006 – 2009 г.
- Поредица „Проклятието на Гарвановата скала“ (Curse of Raven's Cliff) – 1 роман, 2008 г.
- Поредица „Отдел за престъпления на окръг Кенър“ (Kenner County Crime Unit) – 1 роман, 2008 г.
- Поредица „Каубой за всяко настроение“ (Cowboy For Every Mood) – 1 роман, 2012 г.
- Поредица „Разчупване“ (Breakdown) – 1 роман, 2018 г.
- Поредица „Буревестник“ (Stormwatch) – 1 роман, 2019 г.
- Поредица „Зад затворените врати: Семейни тайни“ (Behind Closed Doors: Family Secrets) – 1 роман, 2020 г.

### Новели
- Basic Instincts (2011)[1]
- Going to the Chapel (2011)
- Free Falling (2011)
- Taming GI Jane (2011)
- Little Girl Lost (2013)
- The Traitor (2013)
- Operation Second Honeymoon (2014)